# Edward Parnell
Edward Parnell (n. 21 iunie 1875, Bovey Tracey⁠(d), Anglia, Regatul Unit al Marii Britanii și Irlandei – d. 2 februarie 1941, Paignton, Anglia, Regatul Unit) a fost un trăgător de tir ce a reprezentat Regatul Unit al Marii Britanii și al Irlandei de Nord, medaliat olimpic. A participat la o ediție a Jocurilor Olimpice (1912) în care a câștigat o medalie de argint.

## Participări
Lista de mai jos prezintă principalele competiții la care a participat Edward Parnell de-a lungul carierei.
- shooting at the 1912 Summer Olympics – men's team rifle[*]